# Carlo Giuseppe Toeschi
Carlo Giuseppe Toeschi, (Karl Joseph Toeschi) (1724 o 1731 - Munich, 12 de abril de 1788) fue un compositor y violinista alemán de origen italiano. Fue bautizado el 11 de noviembre de 1731 en Ludwigsburg.

## Biografía
Hijo del segundo matrimonio del compositor y violinista italiano Alessandro Toeschi (antes de 1700-1758) y hermano del también violinista y compositor Johann Baptist Toeschi (1735-1800). Su esposa Susanna, de origen francés fue un cantante excepcional, miembro de la ópera de la corte de Múnich hasta 1802.
En 1752 entró como violinista en la capilla de música de Mannheim, y en 1759 fue nombrado segundo concertino junto a Christian Cannabich. Fue alumno de Anton Fils y Johann Stamitz que era considerado el fundador de la escuela de Mannheim, y en la que se le considera uno de los representantes de la segunda generación junto a Ignaz Holzbauer.
Entre 1759 y 1773 visitó en varias ocasiones París, donde se imprimieron gran número de sus composiciones por La Chevardière, Huberty y Venier.
En 1774 es nombrado director de música de cámara.
En 1778 se trasladó a Munich a la corte de Carlos Teodoro del Palatinado y Baviera como director de orquesta donde residió hasta su muerte.

## Obras
Sus principales géneros musicales eran especialmente música sinfónica, música de cámara, ballet y ópera.
- Sinfonías
  - 6 sinfonías, op. 1 (1762, Paris)
  - 6 sinfonías, op. 3 (1765, Paris)
  - 6 sinfonías, op. 4 (1767, Ámsterdam)
  - sinfonía, op.6 (1769, Paris)
  - 3 grandes sinfonías, op. 8 (1769, Paris)
  - 6 sinfonías en 4 partes, op. 7 (1772–73, Paris)
  - 3 sinfonías, op. 10 (1773, Paris)
  - 6 sinfonías para gran orquesta, op. 12 (1776–77, Paris)
- 35 publicaciones dentro de antologías (1760–ca. 1778, Paris)
- Concertos
  - 6 conciertos para flauta (alrededor de 1770, Londres)
  - Concierto para flauta (1772, Paris)
  - 4 conciertos para flauta
  - otros 9 conciertos para flauta mencionados en catálogos impresos (1763–81, Paris)
  - 4 concertos para violín y 7 para otros mencionados en el catálogo Breitkopf (1768–77, Paris)
- Música de cámara
  - 6 cuartetos con flauta, op. 1 (alrededor de 1765, Ámsterdam)
  - 6 cuartetos con flauta, op. 2 (1765, Paris)
  - 6 quartetti… il dialogo musicale (1765, Paris)
  - 6 cuartetos dialogados, op. 5 (alrededor de 1766, Paris)
  - 6 cuartetos dialogados, op. 2 (1767, Ámsterdam)
  - 6 cuartetos dialogados, op. 9 (1770, Paris)
  - 6 cuartetos dialogados, op. 5 (alrededor de 1770, Ámsterdam)
  - Cuarteto (después 1773, Mannheim)
  - 2 cuartetos dentro de 6 cuartetos concertantes (1771, Paris)
- 3 obras sacras
- 32 Ballets

Lamentablemente han sobrevivido muy pocas de sus obras.